# Егоров, Иван Михайлович (бизнесмен)
Иван Михайлович Егоров (род. 21 января 1961, д. Зюри Мамадышского района Республики Татарстан) — депутат Государственного совета РТ шестого созыва, генеральный директор АО "Холдинговая компания «Ак Барс», президент Федерации автомобильного спорта Республики Татарстан и Федерации самбо РТ.

## Биография
Окончил Казанский государственный педагогический институт по специальности «Начальное военное образование и физическое воспитание» (1987 г.), Московскую коммерческую Академию по специальности «менеджмент» (1994 г.). Имеет степень МВА.
В 1987—1996 гг. — руководящие должности в сфере торговли и общепита.
В 1996—2002 гг. — директор Государственного унитарного предприятия «Усадский спиртзавод» (филиал производственного объединения «Татспиртпром»).
С 2002 г. — генеральный директор ОАО "Холдинговая компания «Ак Барс», управляющей компании группы промышленных, строительных, сельскохозяйственных, пищевых, транспортных и торговых предприятий Татарстана. Была основана в 1998 году как дочерняя структура «АК БАРС» Банка для профессионального управления его торгово-промышленными активами. В составе Холдинга около 80 предприятий с общей численностью сотрудников более 40 тыс. человек и годовым оборотом более 90 млрд рублей.
С марта 2009 г. — депутат Государственного совета РТ пятого созыва.
Член партии «Единая Россия», член фракции «Единая Россия» в Государственном Совете РТ. Член Комитета Государственного Совета РТ по бюджету, налогам и финансам. Председатель координационного совета Кабинета Министров РТ по вопросам ветеранов боевых действий в Республике Афганистан и контртеррористических операций на территории Северо-Кавказского региона.
В 2023 году, на фоне российского вторжения на Украину Иван Егоров был признан «нежелательным» в Молдавии и его не пустили в страну.

## Награды и звания
Заслуженный работник пищевой промышленности РТ.
Председатель правления общественной организации кряшен РТ.
Награжден орденом Красной Звезды (1981 г.), медалью «В память 1000-летия Казани» (2005 г.), орденом «За заслуги» (2006 г.), золотой медалью «За вклад в развитие агропромышленного комплекса России» (2008 г.), медалью ордена «За заслуги перед Отечеством» второй степени, благодарностью Президента РФ за поддержку ветеранов и работу с молодежью (2009 г.), знаком МВД РФ «За верность долгу» (2009 г.).

## Семья
Женат, воспитывает троих детей.